# Vale (Santa Maria da Feira)
Vale ist ein Ort und eine ehemalige Gemeinde (Freguesia) im portugiesischen Kreis Santa Maria da Feira. Die Gemeinde hatte 1922 Einwohner (Stand 30. Juni 2011).
Am 29. September 2013 wurden die Gemeinden Vale, Vila Maior und Canedo zur neuen Gemeinde União das Freguesias de Canedo, Vale e Vila Maior zusammengeschlossen.